# 64-й армійський корпус (СРСР)
64-й армійський корпус (64 АК, в/ч 00000) — колишнє з'єднання Радянської армії, яке існувало від 1982 до 1989 року. Створений в червні 1982 року в місті Артемівськ, Донецька область. Розформований в липні 1989 року.

## Історія
Створений в червні 1982 року в місті Артемівськ, Донецька область.
Розформований в липні 1989 року.

## Структура
Протягом історії з'єднання його стурктура та склад неодноразово змінювались.

### 1988
- 36-та мотострілецька дивізія (Артемівськ, Донецька область)
- 46-та мотострілецька дивізія (Луганськ, Луганська область)